# مطار نمولي
مطار نمولي هو مطار بمدرج غير معبد، يخدم مدينة نمولي في ولاية شرق الاستوائية في دولة جنوب السودان.